# Manoir de Kerlevenez
Le manoir de Kerlevenez est un édifice situé à Languidic, en France.

## Situation
Le manoir est situé sur le territoire de la commune de Languidic, au lieu-dit Kerlevenez, dans le département du Morbihan, en région Bretagne.

## Description
Le manoir date du XVIIIe siècle, édifice à un étage carré, construit en granite. Toiture  à longs pans recouverte d'ardoises, croupe, pignon.

## Histoire
Édifice du XVIIIe siècle, une dépendance porte la date de 1797.
Le manoir est inscrit à l'inventaire général du patrimoine culturel.